# Рабуту, Брук
Брук Рабуту (англ. Brooke Raboutou; род. 9 апреля 2001, Боулдер, Колорадо) — американская спортсменка, выступающая в спортивном скалолазании. Участница Олимпийских игр.

## Биография
Брук Рабуту родилась 9 апреля 2001 года в Боулдере. Родители Рабуту, Дидье Рабуту и Робин Эрбесфилд-Рабуту, были в прошлом чемпионами мира по скалолазанию. Дидье — трехкратный чемпион Кубка мира, а Робин — пятикратная чемпионка США и четырёхкратная победительница Кубка мира.
Рабуту поступила в Университет Сан-Диего в 2018 году, а в начале 2020 года взяла академический отпуск для подготовки к перенесённым из-за пандемии коронавируса Олимпийским играм в Токио.

## Карьера
В 9 лет она преодолела V10 и стала самой молодой женщиной, покорившей маршрут 5.13b. В 10 лет она выполнила V11 и стала самой молодой женщиной, поднявшейся на 5.13d. В 11 лет она стала самой молодой девушкой, покорившей 5.14b (8c). Рабуту также хорошо выступала на молодёжных скалолазных соревнованиях с 2015 по 2018 годы.
В 2019 году она прошла квалификацию на Олимпийские игры 2020 года в Токио, заняв девятое место в личном многоборье на чемпионате мира по скалолазанию.
4 августа 2021 года в квалификации на Олимпиаде заняла двенадцатое место в лазании на скорость, затем стала второй в боулдеринге, покорив три топа и достигнув четыре зоны, а затем стала восьмой в лазании на трудность, преодолев более 26 зацепов. Этого результата Брук хватило, чтобы попасть в восьмёрку финалисток — она заняла пятое место в квалификации. В финале в лазании на скорость она стала лишь седьмой, но заняла второе место в боулдеринге, несмотря на то, что не добралась ни до одного топа. В лазании на трудность Брук стала шестой и не сумела в итоге завоевать медаль, став пятой.